# 双子素数
| 双子素数は無数に存在するか。 |

双子素数（ふたごそすう、英: twin prime）とは、差が 2 である二つの素数の組を構成する各素数のことである。双子素数の組は、(2, 3) を除いた、最も近い素数の組である。双子素数を小さい順に並べた列は、次の通りである。
(3, 5), (5, 7), (11, 13), (17, 19), (29, 31), …
各組の2素数の平均値（中間の偶数）は、次の通りである。3連続した数 (a, a+1, a+2) は2と3双方の倍数を含むことから、3の倍数で唯一素数である 3 を含む (3, 5) の組である 4 以外は全て 6 (=2x3) の倍数となる。
4, 6, 12, 18, 30, 42, 60, 72, 102, 108, 138, …

## 双子素数の予想
| 双子素数は無限に存在するか。 |

素数が無数に存在することは古代ギリシアで既に知られており、ユークリッドの『原論』に証明がある。これに対し、双子素数が無数に存在するかという問題、いわゆる「双子素数の予想」は、いまだに数学上の未解決問題である。
双子素数予想が古代ギリシア時代から知られていたとの記述も一部文献に見られるが、確証は得られていない。(A. de Polignac(1849)) は、双子素数予想を一般化して、任意の偶数を差とする素数の組が無数にあるか、という問題を提出している。
上からの評価式など部分的な結果があるが、その中でも漸近公式の予想は注目に値する。双子素数の組の数の漸近公式はハーディ・リトルウッド予想の一部であり、これは素数定理と似通った次のような双子素数の漸近的な分布公式を予想している。
x 以下の双子素数の組の数は、漸近的に
{\displaystyle 2C{\frac {x}{(\log x)^{2}}}}、あるいは {\displaystyle 2C\int _{2}^{x}{\frac {dx}{(\log x)^{2}}}}
で与えられる。後者の積分による表示式の方が良い近似を与える。ここで、定数 C は次のような無限積で定義される。
{\displaystyle C=\prod _{p>2}\left\{1-{\frac {1}{(p-1)^{2}}}\right\}=0.6601\cdots }
この定数 C は「ハーディ・リトルウッド定数」の一つである。
この問題は、特に2素数の場合のゴールドバッハの予想に密接に関係しており、篩法などの研究者によって双方の研究が同時に進められてきた。
2004年5月に、「双子素数が無数に存在することの証明」と題された論文が Richard Arenstorf によって提出され、上記のハーディ・リトルウッドの予想が正しいと主張されたが、内容に重大な誤りがあるとして著者自身によって撤回された。

## 例

### 最初の20組の双子素数
(3, 5), (5, 7), (11, 13), (17, 19), (29, 31), (41, 43), (59, 61), (71, 73), (101, 103), (107, 109), (137, 139), (149, 151), (179, 181), (191, 193), (197, 199), (227, 229), (239, 241), (269,271), (281, 283), (311, 313), …

### 各組の双子素数の関数
| 数             | OEIS    |
| -------------- | ------- |
| 小さいほうの数 | A001359 |
| 大きいほうの数 | A006512 |
| 平均値の偶数   | A014574 |
| 和             | A054735 |
| 積             | A037074 |

### 知られている最大の双子素数
2020年7月現在で知られている最大の双子素数は、388,342 桁の 2996863034895 × 21290000 ± 1 である。これは、2016年9月に分散コンピューティングプロジェクトの一つである PrimeGrid により発見された。

## 双子素数に関する諸結果
- (3, 5) を除く全ての双子素数は (6n − 1, 6n + 1)（n は特定の自然数）の形であり、これは(3, 5) を除く双子素数同士の和が、常に12の倍数であることを意味する。
- 最初の2組を除き、双子素数の一の位は（十進法で）(1, 3), (7, 9), (9, 1) のいずれかである。
- x より小さな双子素数の個数は高々 {\displaystyle O\left(x/(\log x)^{2}\right)} である。したがって、p と p + 2 がともに素数の場合、次式は収束する (Brun, 1919)。
{\displaystyle B_{2}=\sum _{p}\left({\frac {1}{p}}+{\frac {1}{p+2}}\right)}（双子素数の逆数和）

この値 (1.90強) をブルン定数と呼ぶ。素数の逆数和は発散するので、素数の中で双子素数は、さほど多くはないといえる。また、すべての偶数は、高々9個の素数の積で表される2つの整数の差として無限通りに表すことができることもヴィーゴ・ブルンは示している (Brun, 1920)。これらの結果は篩法によるものであり、篩法の最初の本格的な成果である。それと同時に、双子素数に関する最初の理論的な結果であり、双子素数に関する研究の出発点となった。
- ブルン定数 B2 の2005年時点での最も正確な値は、B2 = 1.902160583104… である。この値は、1016 までに現れる双子素数を使用して求められた (Sebah, 2002)。なお、1994年にブルン定数を計算する過程で P54C Pentium の浮動小数点演算命令にバグが存在することが発見され、話題となった（詳しくはPentiumを参照）。
- 陳景潤 (Chen Jing Run) は、p + 2 が高々2個の素数の積となるような素数 p が無数に存在することを示している (Chen, 1966)。
- p + 2 が高々2個の素数の積となるような素数 p を陳素数と定義したとき、無限個の陳素数の3項等差数列が存在する（Ben Green, テレンス・タオ, 2005）。
- (n, n + 2) が双子素数であるための必要十分条件は、4{(n − 1)! + 1} + n ≡ 0 (mod n(n + 2)) である (Clement, 1949)。
- 2005年、D. Goldston-J. Pintz-C. Yildirim によって次式が証明された。
{\displaystyle \liminf _{n\to \infty }{\frac {p_{n+1}-p_{n}}{\log p_{n}}}=0.}

### 素数間間隔ごとの無限存在証明
- 2013年4月17日に、ニューハンプシャー大学（英語版）の張益唐 (Zhang Yitang) は、「隣り合った素数の隔たりが、7千万以下のものが無数組存在する」こと、言い換えると
{\displaystyle \liminf _{n\to \infty }(p_{n+1}-p_{n})<7\times 10^{7}}

を証明した論文 “Bounded Gaps Between Primes” を発表し、Annals of Mathematics にアクセプトされた。なお，張益唐の定理に先行する主要な研究結果の詳細解説がテレンス・タオらによって与えられている。
- 2013年、張益唐の結果から数か月後、ジェームズ・メイナードとテレンス・タオがそれぞれ独立に、素数をm個含む連続した整数の区間が無数に存在する条件を解明した。区間の幅はmに依存する。例としてm=2である場合、連続した整数を 600 ごとに区切ると素数が2個含まれる場合が無数にあり[5]、m=3とすると、素数を3個含み39万5122の幅を持つ区間が無数に存在する。これは張益唐の「7000万ごと」を大幅に小さくする成果である[6][7][8]。メイナードはこの発見を含む業績により2022年のフィールズ賞を受賞した[9]。
- 2014年12月現在、張益唐が与えた7千万という間隔（上記のm=2である場合の区間の幅）は 246 まで狭められている。すなわち、間隔が 246 以内である素数の組は無数に存在する[10]。